# TOTOマテリア
TOTOマテリア株式会社は、岐阜県土岐市に本社を置くタイルメーカーである。主にTOTOグループ向けのタイル及び建材商品の開発・製造・販売・施工を行なっている。

## 沿革
- 1921年1月 - 岐阜県可児郡御嵩町に「日本タイル工業株式会社」として設立
- 2004年10月 - TOTOのタイル建材事業部と合併
  - 10月 - TOTOグループ会社であった日本タイル工業株式会社とTOTOのタイル建材事業部を分社化し合併
  - 10月 - 商号を「東陶マテリア株式会社」と改称し、本社所在地を岐阜県土岐市の「岐阜タイルセンター」所在地に変更
- 2007年5月 - 商号を現在の「TOTOマテリア株式会社」と改称
- 2011年7月 - 「TOTO Vプラン 2017」の一環として生産拠点である御嵩工場、土岐工場を統合し、土岐工場へ一元化

## 所在地
本社・工場: 岐阜県土岐市下石町304-701